# Nisipeni, Satu Mare
Nisipeni este un sat în comuna Lazuri din județul Satu Mare, Transilvania, România. Este situat pe DJ194.

 Acest articol despre o localitate din județul Satu Mare este deocamdată un ciot. Puteți ajuta Wikipedia prin completarea lui.